# Inga stenophylla
Inga stenophylla là một loài rau đậu thuộc họ Fabaceae.
Loài này chỉ có ở Costa Rica.